# 201 до н. е.

## Події
- консули Гней Корнелій Лентул та Публій Елій Пет.

### Китай
- перша війна гуннів з Хань. Восени китайський князь Хан Сінь попавши в оточення, здається в полон Моде та, зрадивши імператора, разом з гунами продовжив похід в глиб Китаю. На початку зими імператор Ґао-ді з новою армією виступив проти Моде, який вдруге оточив китайське військо та, після перемовин, зняв блокаду.
- Починається будування міста Наньчан.